# Solo (utwór muzyczny Alsou)
Solo – utwór rosyjskiej piosenkarki Alsou, napisany przez Andrew Lane’a i Brandona Barusa i wydany w 2000 na drugiej płycie artystki, zatytułowanej po prostu Alsou.
W 2000 utwór reprezentował Rosję w 45. Konkursie Piosenki Eurowizji i zajął drugie miejsce ze 155 punktami na koncie, w tym m.in. z maksymalnymi notami 12 punktów z Rumunii, Malty, Cypru i Chorwacji.

## Lista utworów
CD single
1. „Solo” (Radio Mix) – 2:49
2. „Solo” (Love To Infinity Radio Mix) – 3:21
3. „Solo” (Club Mix) – 7:07
4. „Solo” (Love To Infinity Club Dub Mix) – 6:24

## Personel
W nagraniu utworu wzięli udział:
| - Alsou – śpiew - Claudia Fontaine, Derek Green, Sylvia Mason – wokal wspierający - Hank Lindeman – gitara - Darius Zickus – instrumenty klawiszowe, programowanie | - Andrew Lane, Brandon Barnes – kompozytorzy, autorzy tekstu - Steve Levine – producent, aranżacja - Kara DioGuardi – producent wokali - Richard Betham – mastering - Marc Malivire – miksowanie |